# ويليام كراري براونيل
ويليام كراري براونيل (بالإنجليزية: William Crary Brownell)‏ هو صحفي أمريكي، ولد في 30 أغسطس 1851، وتوفي في 22 يوليو 1928.

## روابط خارجية
- ويليام كراري براونيل على موقع الموسوعة البريطانية (الإنجليزية)